# Samariscus inornatus
Samariscus inornatus is een straalvinnige vissensoort uit de familie van schollen (Pleuronectidae). De wetenschappelijke naam van de soort is voor het eerst geldig gepubliceerd in 1909 door Lloyd.